# لويس ملك قبرص
لودفيكو/لويس من سافوي (الإيطالية:Ludovico، اليونانية: Λουδοβίκος؛ 5 يونيو 1437 - أغسطس 1485)؛ هو ملك قبرص مع زوجته شارلوت، هو الأبن الثاني لـ لويس، دوق سافوي وآن من قبرص أبنة يانوس ملك قبرص، ولد لويس في جنيف.
في 14 ديسمبر 1444 في قلعة استيرلينغ تم خطبته من أنابيل الأبنة الصغرى لـ جيمس الأول ملك اسكتلندا وشقيقة جيمس الثاني ملك اسكتلندا، مع ذلك تم إلغاء الخطبة في 1456 من قبل شارل السابع ملك فرنسا.
في 7 أكتوبر 1459 تزوج من أبنة خاله شارلوت ملكة قبرص وأصبح معها ملك قبرص وأيضا حمل معها لقب ملك بيت المقدس وملك أرمينيا كيليكية من 1459 إلى 1464 بعد إطاحة بهم من قبل أخ الغير شقيقه لزوجته جاك الثاني في الأصل كان أبناً غير شرعي.